# Caroline Kamya
Caroline Kamya (Kampala, Uganda, 1974) es una directora cinematográfica ugandesa.
Es licenciada en Arquitectura y Diseño Urbano por el Instituto Barlett, de la Universidad de Londres. Posteriormente se especializa en Realización Documental en el Goldsmith College. En 1999 funda su propia productora en Londres, iVAD, a través de la que realiza programas televisivos para la BBC, y en 2004 abre una filial de la productora en Kampala, con el objetivo de formar a jóvenes en el manejo del vídeo y el audiovisual. En el año 2000 rueda su primer cortometraje documental: Women Wake up, centrado en la vida de una mujer que tras sufrir nueve años de maltrato por parte de su marido, decide separarse y formar una asociación para la defensa de los derechos de la mujer. Dancing Wizard (2004) es un retrato de Christopher Kato, ugandés especialista en bailes de salón. Ese mismo año realiza Real Saharawi, sobre una mujer que regresa a los campos de refugiados donde nació tras pasar 16 años estudiando en Cuba y se une a la lucha de su pueblo. En 2007 participa en la Berlinale Talent Campus para desarrollar su proyecto de largometraje de ficción Imani (2010).
Imani, que significa “fe”, se refiere a la fe que todos los personajes de la película deben tener para poder sobrevivir en la Uganda actual. Retratando las duras condiciones de vida de tres personajes: un niño soldado, una trabajadora doméstica y un cantante de hip hop, la directora examina la sociedad ugandesa contemporánea: los efectos de la guerra, la violencia doméstica, la corrupción, la traición, el sacrificio y la esperanza.
Chips and Liver Girls (2010) está codirigido con Boris Bertram, y en él retratan a las jóvenes ugandesas que para poder estudiar o simplemente sobrevivir no tienen más salida que prostituirse. Gracias al programa Raiding Africa, promovido por el Festival de Róterdam, Kamya ha dirigido Fire Fly (2011). Se trata de un cortometraje rodado en China, en el que la directora mezcla la ficción y el documental para mostrar, a través de las típicas preguntas que los niños realizan a los adultos, que los seres humanos somos muy parecidos en todo el mundo.

## Filmografía
- 2000 AfriCANS: Women Wake up (cortometraje documental)
- 2004 AfriCANS: Dancing Wizard (cortometraje documental)
- 2005 AfriCANS: Real Saharawi (cortometraje documental)
- 2005 Life Choices (serie ficción)
- 2006 AfriCANS: Donna’s Deep Monologues (cortometraje documental)
- 2006 SupaStar (cm ficción)
- 2008 African Knowledge Transformation (cortometraje documental)
- 2010 Imani (largometraje ficción)
- 2010 Chips and Liver Girls (cortometraje documental / ficción)
- 2011 Fire Fly (cortometraje documental / ficción)
- 2012 In your Face (cortometraje ficción)